# 009-1: The End of the Beginning
Pour plus de détails, voir Fiche technique et Distribution.
009-1: The End of the Beginning est un film japonais réalisé par Koichi Sakamoto (en), sorti en 2013.
Le film s'inspire du manga 009-1 (en) de Shôtarô Ishinomori.

## Synopsis
Dans un monde divisé entre les blocs Ouest et Est, une espionne cyborg, 009-1, lutte pour sauvegarder l’équilibre mondial.

## Fiche technique
- Titre international : 009-1: The End of the Beginning
- Réalisation : Koichi Sakamoto
- Scénario : Keiichi Hasegawa et d'après un manga de Shôtarô Ishinomori
- Décors :
- Photographie :
- Montage :
- Musique :
- Production :
- Sociétés de production : Ishinomori Productions, Toei Advertising K.K., Toei Satellite TV Company
- Sociétés de distribution :
- Pays d'origine :  Japon
- Langue originale : japonais
- Format : couleur
- Genre :  Film dramatique, Film d'action
- Durée : 82 minutes (1 h 22)
- Dates de sortie : 
  - Japon : 7 septembre 2013
  - France : 7 septembre 2013 à L'Étrange Festival
  - États-Unis : 19 septembre 2013 (Arizona Underground Film Festival)
  - Australie : 23 juillet 2013
  - Allemagne : 4 décembre 2013

## Distribution
- Mayuko Iwasa : Cyborg 009-1
- Minehiro Kinomoto : Chris
- Nao Nagasawa : la mère
- Mao Ichimichi : Cherise
- Aya Sugimoto : doctoresse Klein
- Hirotarô Honda
- Naoto Takenaka : 020, chef de l'agent 009-1
- Ryôhei Abe : Stinger
- Shizuka Midorikawa : Butterfly
- Kazutoshi Yokoyama : l'officier SMA
- Mami Abe : la secrétaire de 020
- Sanae Hitomi : agent #1 du bloc de l'Est
- Ayumi Shimozono : agent #2 du bloc de l'Est
- Minami Tsukui : agent #3 du bloc de l'Est